# 菲隆
菲隆（英語：Philon），约活动于公元前4世纪前后。古希腊厄琉西斯的建筑师之一，他设计了皮拉埃乌斯的水军军械库，并为厄琉西斯的泰莱斯特里昂加入了一道门廊。其在建筑方面的论著现已失传。但古罗马时代的维特鲁威对他有所记述。

## 扩展阅读
- Chisholm, Hugh (编). .  (第11版). London: Cambridge University Press. 1911.